# NGC 491
NGC 491 è una galassia a spirale barrata situata nella costellazione dello Scultore a una distanza di circa 161 milioni di anni luce dalla Terra.
Fu scoperta il 25 settembre 1834. da John Herschel.